# Neadalen

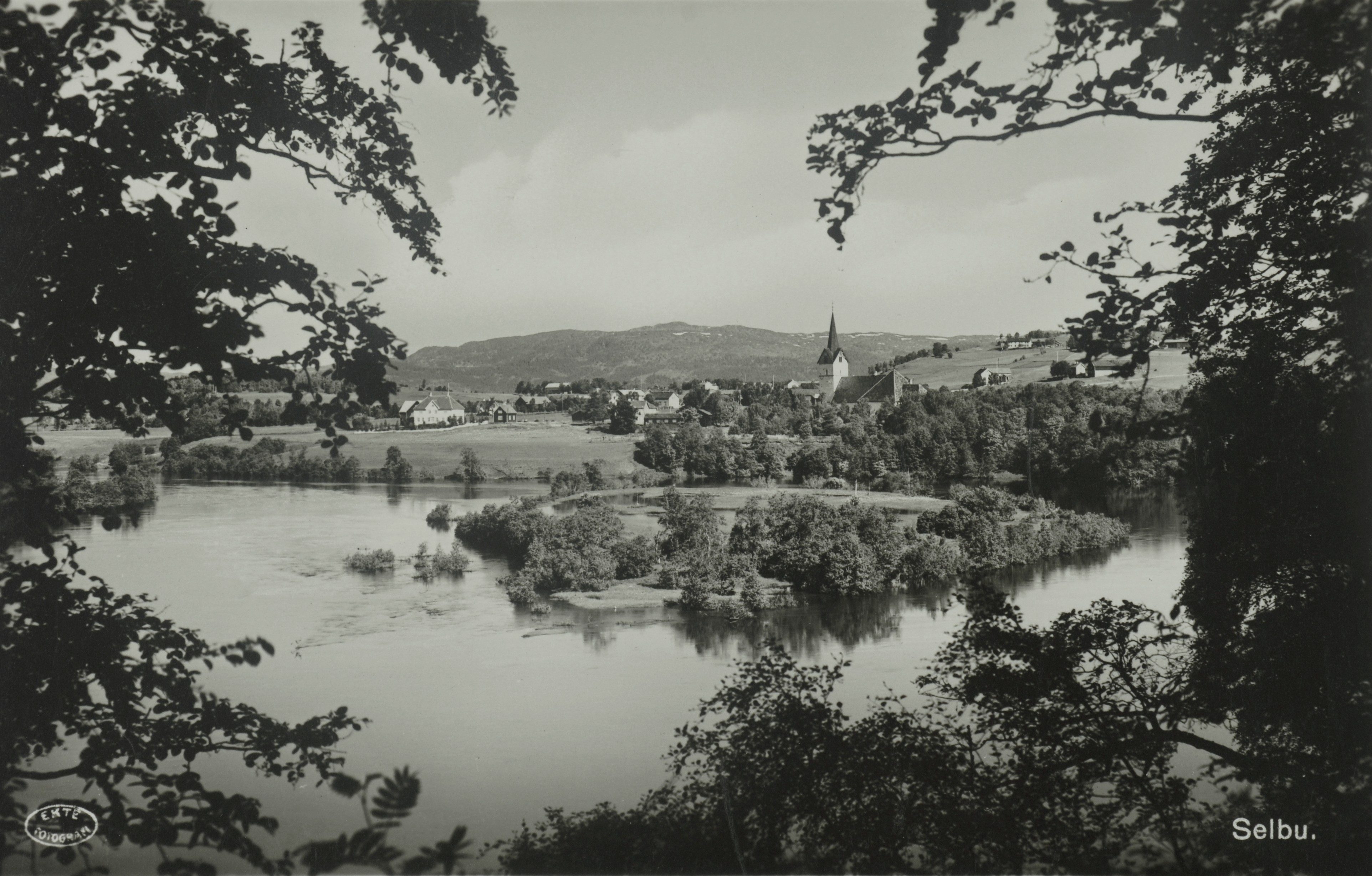
Neadalen

Neadalen est une vallée du Trøndelag, située au sud et quasiment parallèle à la vallée de Stjørdalen dans le Nord-Trøndelag. La rivière Nea traverse la vallée pour se jeter dans le lac Selbusjøen. Neadalen est partagée entre deux communes, Tydal et Selbu. Les plus grandes localités se situant dans la vallée sont celles de Mebonden et Ås. La route nationale 705 suit la rivière à travers la vallée. La route va de Røros via Tydal puis Selbu, et plus loin le lac de Selbusjøen pour Stjørdal.
Le Parc national de Skarvan og Roltdalen se situe entre Neadalen et Stjørdalen.